# Alexander Koroljew
Alexander Koroljew (russisch Александр Королев; * 7. Oktober 1982) ist ein ehemaliger kasachischer Leichtathlet, der sich auf den Hochsprung spezialisiert hat.

## Sportliche Laufbahn
Erste internationale Erfahrungen sammelte Alexander Koroljew vermutlich im Jahr 2005, als er bei den erstmals ausgetragenen Islamic Solidarity Games in Mekka mit übersprungenen 2,11 m den siebten Platz belegte. Anschließend schied er bei der Sommer-Universiade in Shenzhen mit 2,00 m in der Qualifikationsrunde aus. Daraufhin trat er nicht mehr international in Erscheinung.
2005 wurde Koroljew kasachischer Hallenmeister im Hochsprung. 